# Gin

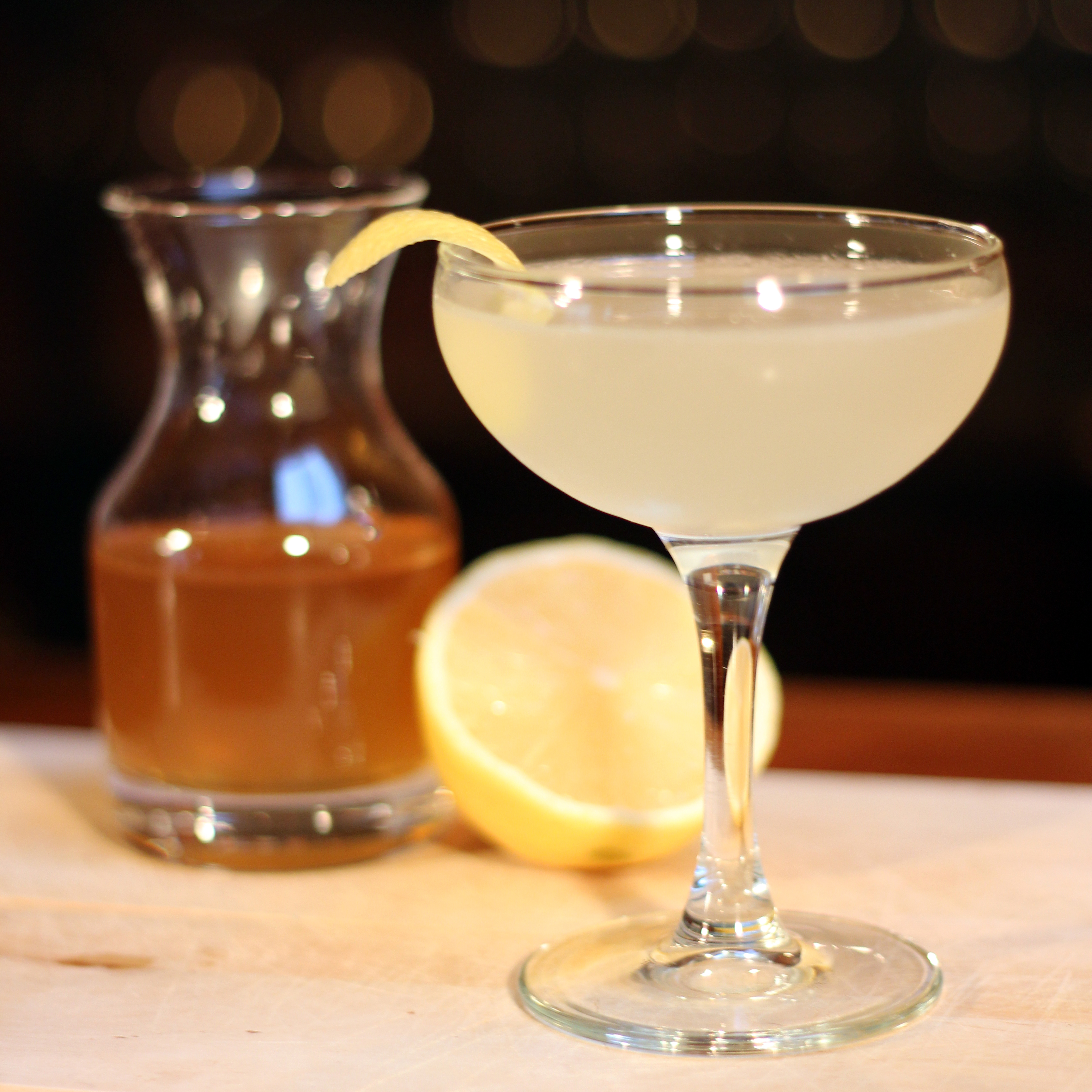
Koktejl Bee's Knees vyrobený z ginu, medu a citronové šťávy

Gin (angl. výslovnost [džin]) nebo také džin je alkoholický nápoj získávaný destilací obilné břečky a přidáním různých bylin. Popíjí se samostatně nebo se také přidává do koktejlů.
Dělí se na dva typy:
- Jenever ( [jəˈneːʋər]IPA) – gin vyráběný periodickou destilací z jalovce a obilného destilátu. Známý také jako Holandský či Nizozemský gin.
- Dry gin (suchý gin) – gin vyráběný kontinuální destilací z obilného destilátu a bylin

## Historie
Gin pochází z Nizozemska, kde byl poprvé objeven r. 1650. Vynalezl jej Dr. Fanciscus de La Boie známý spíše pod jménem Dr. Sylvius, profesor medicíny na univerzitě v Leidenu. Stejně jako mnoho jiných destilátů bylo použití zamýšleno jako lék. Dr. Sylvius chtěl nalézt levné diuretikum, které by použil jako lék na ledvinové potíže. Smíchal tedy dvě močopudné suroviny: olej z jalovcových bobulí a obilný destilát. Takto vzniklou směs nazval genever (fr. genévrier [žənẹvrijeːr] = jalovec). Původně jej chtěl podávat i jako antidepresivum. Doporučoval ho pít jednou do měsíce, jako profilaktikum (opít se do němoty). Angličtí vojáci nazvali tento nápoj „holandská kuráž“ a přivezli jej do Anglie, kde natolik zachutnal, že býval považován za národní nápoj. William Hogarth zakládá r. 1750 varnu Gin Lane.  Druhý typ ginu, který vyvinuli londýnští lihovarníci, se nazývá dry gin ([ˌdrai ˈdžin]), někdy také s přídomkem London ([ˈlandən]), což naznačuje místo, kde byl poprvé vyroben. Tento typ se od toho holandského liší nejen výrobou, ale i chutí. Vznikl r. 1831. Vyrábí se destilací z obilí a přidáním všemožných bylin jako např. kardamom, pomerančová kůra nebo jalovčinky a spousta dalších přísad, které jsou vlastním tajným receptem každé palírny. Gin vznikající v této době, byl poněkud slabší než který známe dnes. Na druhou stranu byly aromatičtější.[zdroj?]
Gin se přidává do různých koktejlů, např. gimlet, gin-fizz, Martini nebo gin s tonikem. Tento nápoj má i své muzeum, a to v Hasseltu v severovýchodní Belgii.

## Výroba
Tradiční výroba se velmi podobá výrobě whisky. Nejprve se destiluje fermentovaný obilný (nejčastěji ječný) slad. Tento destilát se pak znovu destiluje, nyní již se směsí oleje z jalovce a dalších bylin a koření. Výsledkem je gin s poměrně nízkou koncentrací alkoholu, který se pak znovu destiluje s olejem z jalovce a dalšími bylinami.
Tento dvakrát destilovaný gin se někdy označuje jako double gin. Následně zraje v dubových sudech, čímž se dosahuje plnější chuti ginu.
Jiným způsobem se vyrábí dry gin. Nejprve se vytvoří destilát, nejčastěji z obilí (u levnějších ginů se používají i další suroviny jako jsou brambory, kukuřice nebo cukrová řepa). Výsledný destilát je následně opět destilován, nad destilovanou kapalinou je zavěšen prodyšný vak, naplněný jalovcem s dalšími bylinkami a kořením. Horké páry destilátu projdou touto směsí, kondenzují navrchu kotle a následně odkapávají zpět. Takto vzniká suchý gin, který je lehčí než tradiční genever, protože nezraje v sudech.

## Známé značky
- Beefeater Gin
- Tanqueray
- Bombay Sapphire
- Hendrick's
- Little Urban Distillery
- Monkey 47
- Bloom
- William Chase
- Martin Miller´s
- BLN Gin
- Aviation Gin
- Gordon